# Coyuca de Benítez
Coyuca de Benítez, é uma cidade do estado de Guerrero, no México.